# II. Lipót magyar király
II. Lipót (Bécs, Ausztria, Német-római Birodalom, 1747. május 5. – Bécs, Ausztria, Német-római Birodalom, 1792. március 1.), a Szent Római Birodalom császára, Ausztria uralkodó főhercege, Magyarország és Csehország királya 1790 és 1792 között, valamint ezt megelőzően Toszkána nagyhercege közel huszonöt esztendőn keresztül 1765 és 1790 között.
Lipót volt Mária Terézia uralkodónő és I. Ferenc német-római császár harmadik fia. Testvérei között volt a későbbi II. József császár, valamint Mária Karolina nápolyi és Marie Antoinette francia királyné is. Lipót 1761-ben, fivére, Károly József főherceg halálát követően vált a Toszkánai Nagyhercegség örökösévé, egyúttal fivére jegyesének, a spanyol király leányának, Mária Ludovikának kezét is megkapta. Házasságukra 1765-ben került sor, majd a párnak az évek alatt – szüleihez hasonlóan – összesen tizenhat gyermeke született. Az ő utódaiktól származik a Habsburg–Lotaringiai-ház későbbi fő és további három mellékága: a toszkánai, a tescheni és a magyarországi nádori ág.
Firenzei regnálása alatt a felvilágosult abszolutizmus mintaállamává tette Toszkánát. A korban rendhagyó módon ellenezte és elsőként törölte el a halálbüntetést és a kínvallatást egyaránt. Fivére, a császár 1790-ben utód nélkül való elhunytát követően lett a Szent Római Birodalom császára. A Habsburg Birodalomban és Magyarországon hamar hozzálátott a jozefinizmus elemeinek visszavonásához a belső béke megteremtése érdekében. Tartva a francia forradalom eszméinek térnyerésétől, kiterjesztette a Toszkánában sikeresen alkalmazott titkosrendőrséget birodalomszerte. II. Frigyes Vilmos porosz királlyal előbb aláírták a pillnitzi nyilatkozatot (1791. augusztus 21.), majd megkötötték az franciákkal szembeni első koalíciót (1792). A háború kitörését (1792. április 20.) azonban már nem élhette meg, mivel 1792. március 1-én betegség következtében váratlanul elhunyt. Lipót jelmondata latinul: Opes regum corda subditorum, ami magyarul annyit tesz: „A királyok kincsei az alattvalók szívei”.

## Élete

### Származása, uralkodása
A schönbrunni kastélyban született. Apja Lotaringiai Ferenc István német–római császár, anyja Mária Terézia magyar királynő. Apja halála után, 1765-től I. Lipót néven a Toszkánai Nagyhercegség uralkodójaként a felvilágosult abszolutizmus szellemében több reformot vezetett be.
Bátyja, II. József halála után, 1790-ben mint a Habsburg-dinasztia legidősebb férfi tagja, a Habsburg Birodalom trónját örökölte. 1790. szeptember 30-án Frankfurt am Mainban német-római császárrá, november 15-én Pozsonyban magyar királlyá, 1791. szeptember 6-án pedig Prágában cseh királlyá koronázták.
Amikor trónra lépett, Dél-Németalföld nyílt harcban állt a Birodalommal, a Magyar Királyság pedig az elszakadás szélén volt. Az elődje felvilágosult abszolutista reformjaival és beolvasztó politikájával kiváltott nemesi ellenállást mérsékelt engedményekkel és ügyes politikával leszerelte. A magyar nemesi mozgalmat egyrészt a rendi alkotmány helyreállításával, másrészt azzal, hogy a Porosz Királysággal megegyezve (reichenbachi egyezmény, 1790) a külső támogatástól elvágta, visszavonulásra kényszerítette. Magyar királlyá koronázásakor fiát, Sándor Lipót főherceget a rendek nádorrá választották. Sikerült leszerelnie a belgák ellenállását is, az 1788-ban bátyja, II. József által elkezdett török háborúnak pedig a korábbi állapotokat rögzítő szisztovói békekötéssel (1791. augusztus 4.) vetett véget.
A francia forradalomtól megrettent nemesség mindjobban közeledett Lipóthoz, aki az 1791. augusztusban II. Frigyes Vilmos porosz királlyal közösen kiadott pillnitzi nyilatkozatban nyíltan szembefordult a forradalmi Franciaországgal, az intervenciós háború kirobbanását azonban már nem érte meg: 1792. március 1-jén Bécsben, hasnyálmirigy-gyulladás következtében váratlanul meghalt.

### Házassága, utódai
Lipót toszkánai nagyherceg 1765. augusztus 5-én Innsbruckban feleségül vette a Bourbon-házból való Mária Ludovika spanyol infánsnőt (María Luísa de España, 1745–1792), III. Károly spanyol király és Mária Amália szász hercegnő, spanyol királyné leányát. A házasságból tizenhat gyermek született:
1. Mária Terézia Jozefa főhercegnő (1767–1827), aki 1787-ben I. Antal szász királyhoz ment feleségül.
2. Ferenc József Károly főherceg (1768–1835),  később Ferenc néven magyar király, II. Ferenc néven német-római császár és cseh király, majd 1804-től I. Ferenc néven osztrák császár
3. Ferdinánd József János főherceg (1769–1824), Toszkána nagyhercege
4. Mária Anna Ferdinanda főhercegnő (1770–1809), a prágai Szent Teréz apácakolostor főapátnője
5. Károly főherceg (1771–1847) tábornagy, Teschen hercege, Napóleon legyőzője az asperni csatában
6. Sándor Lipót főherceg (1772–1795), 1790-től haláláig Magyarország nádora
7. Albert János József főherceg (1773–1774), kisgyermekként meghalt.
8. Miksa János József főherceg (1774–1778), kisgyermekként meghalt.
9. József Antal János főherceg (1776–1847), 1795-től haláláig Magyarország nádora (József nádor)
10. Mária Klementina főhercegnő (Maria Klementine von Österreich) (1777–1801), aki  Ferenc nápoly–szicíliai trónörököshöz ment feleségül.
11. Antal Viktor főherceg (1779–1835), Köln püspöke, 1816-tól 1828-ig a Német Lovagrend Nagymestere
12. Mária Amália főhercegnő (1780–1798)
13. János főherceg (1782–1859) tábornagy, a „stájer herceg”
14. Rainer József főherceg (1783–1853) tábornagy, a Lombard–Velencei Királyság alkirálya
15. Lajos főherceg (1784–1864) tábornagy, 1836–1848 között az Államkonferencia vezetője
16. Rudolf főherceg (1788–1831) bíboros, Olmütz hercegérseke, Beethoven mecénása

## Toszkánai regnálása
A nagyhercegség élén eltöltött 25 éve (1765–1790) alatt az elmaradott államot az élet szinte minden területére kiterjedő, megfontolt reformpolitikájával az európai felvilágosodás mintaországává alakította át.
Néhány az újításai közül: az adóbérlés megszüntetésével állami kézbe vette az adó- és egyéb jövedelmek beszedését; a paraszti földtulajdonlásban bevezette az örökbérleti rendszert; állami felügyelet alá helyezte a börtönöket; a céhek megszüntetésével szabaddá tette az iparűzést; átszervezte és korszerűsítette a közigazgatást; törvénnyel szabályozta a közegészségügyet; megreformálta a rendőrséget. Egyházi reformja még bátyjáét, II. Józsefét is túlszárnyalta: a pápával szemben a püspökökre támaszkodva szerzett érvényt fejedelmi jogainak.

## Törvényei
Uralkodása alatt 49 törvénycikket fogadtak el, többek között:
- Az 1790/91. évi VI. törvénycikk, amely elrendelte, hogy a magyar királyi koronát szállítsák át Pozsonyból a Budavári Palotába, és a továbbiakban itt őrizzék.[3]
- Fontos még az 1790/91. évi X. törvénycikk[4] Magyarország és a hozzákapcsolt részek függetlenségéről: „Az ország karainak és rendeinek alázatos előterjesztésére, Ő szent felsége is kegyesen elismerni méltóztatott, hogy ámbár a felséges ausztriai ház nőágának az 1723:I. tc. és II. cikkelyek által a magyar királyságban és a hozzá kapcsolt részekben megállapított örökösödése ugyanazt a fejedelmet illeti, a kit a megállapított trónöröklési rend szerint a Németországban és azon kivül fekvő, elválaszthatatlanul és föloszthatatlanul birtoklandó többi ország és tartományokban illet: mindazonáltal Magyarország, a hozzá kapcsolt részekkel együtt, szabad és kormányzatának egész törvényes módját illetőleg (bele értve mindenféle kormányszékeit) független, azaz semmi más országnak vagy résznek alá nem vetett, hanem saját állami léttel és alkotmánynyal bíró, s ennél fogva az 1715:III. tc., valamint az 1741:VIII. tc. és XI. cikkelyek rendelésének megfelelően, törvényesen megkoronázott örökös királyától, és igy Ő szent felségétől s örököseitől, Magyarország királyaitól, tulajdon törvényei és szokásai szerint, nem pedig más tartományok módjára igazgatandó és kormányozandó ország.”
- Nem feledkezhetünk meg a következőről sem: 1790/91. évi XVI. törvényikk, hogy a nyilvános ügyek intézésére idegen nyelv ne használtassék, a magyar nyelv pedig megtartassék: „Ő szent felsége biztosítja a karokat és rendeket, hogy bármiféle ügyekre nézve idegen nyelv nem fog használtatni; hogy pedig a magyar hazai nyelv jobban terjedjen és csinosodjék, a gymnásiumokon, akadémiákon és a magyar egyetemen a magyar nyelv- és írástan számára külön tanár fog beállíttatni, hogy azok, akik e nyelvet nem tudják s meg akarják tanulni, vagy akik azt már tudják, magukat tökéletesíteni kivánják benne, alkalmat nyerjenek bármelyik irányban kívánságuk teljesedésére; a kormányszéki ügyek pedig most még latin nyelven lesznek tárgyalandók.”
- A teljesség igénye nélkül még érdemes szót ejteni a következőkről:
  - 1790/91. évi LVII. törvénycikk az erdők pusztításának megakadályozásáról
  - "1790/91. évi XLII. törvénycikk a kínvallatásról: „A kínzó vallatások annálfogva, mivel az igazság kikutatására alkalmas és megfelelő eszközt nem nyújtanak, hanem inkább büntetés számba mennek, addig, míg a büntetőeljárásra nézve országgyűlésileg más intézkedés nem tétetik, egyszerűen tiltva lesznek.”
  - 1790/91. évi XXXVIII. törvénycikk a zsidókról: „…a Magyarország és kapcsolt részei határain belül élő zsidók az összes szabad királyi városokban és más helységekben (ide nem értvén a királyi bányavárosokat) azon állapotban, melyben az 1790. évi január elsején voltak, megtartassanak, és ha abból netalán kizavartattak volna, visszahelyeztessenek.”
  - 1790/91. évi XXXI. törvénycikk az olyan játékok, melyekben minden a véletlenre van bizva, eltiltatnak: „A szerencsejáték Ő felsége jóváhagyásával Magyarország és a hozzá kapcsolt részek határain belül eltiltatván, azon kínos következmények elhárítása végett, melyek a játékokból egyes emberekre, sőt gyakran a közre is erednek, a közönségesen hazárdnak nevezett fáraó és kocka és mindenféle játékok, melyben minden a véletlentől függ, száz arany büntetés terhe alatt tilalmaztatnak…”
  - 1790/91. évi XXVII. törvénycikk a görög nem-egyesült vallásúakról: akik „…más honlakosok módjára, Magyarországban és a kapcsolt részekben jószágok szerzésére s birtoklására és minden hivatal viselésére képesek legyenek…”

## Címei
„római felséges császár, Német-, Magyar-, Cseh-, Dalmát-, Horvát-, Szlavonországok, Galiczia, Lodoméria, Ráma, Szerb-, Kun- és Bolgárország apostoli királya, Ausztria főherczege; Burgundia, Lotaringia, Styria, Karinthia és Karniolia herczege; Etruria nagyherczege; Erdély nagyfejedelme; Morvaország őrgrófja, Brabánt, Limburg, Luxemburg, és Geldern, Württemberg, Felső- és Alsó-Szilézia, Majland, Mantua, Parma, Piacenza, Guastalla, Auschwitz és Zatoria, Calabria, Bari, Ferrete és Teschen herczege; Svévia és Charleville fejedelme; Habsburg, Flandria, Tyrol, Hannonia, Kyburg, Görcz, Gradiska grófja; a római szent birodalom, Burgau, Felső-és Alsó-Luzica, Pont-a-Mousson és Nomenum őrgrófja, Namur, Valdemons és Albimons tartomány, Zütphen, Sarverda, Salma és Falkenstein grófja, a vend őrgrófság és Mecheln ura”

## Képek

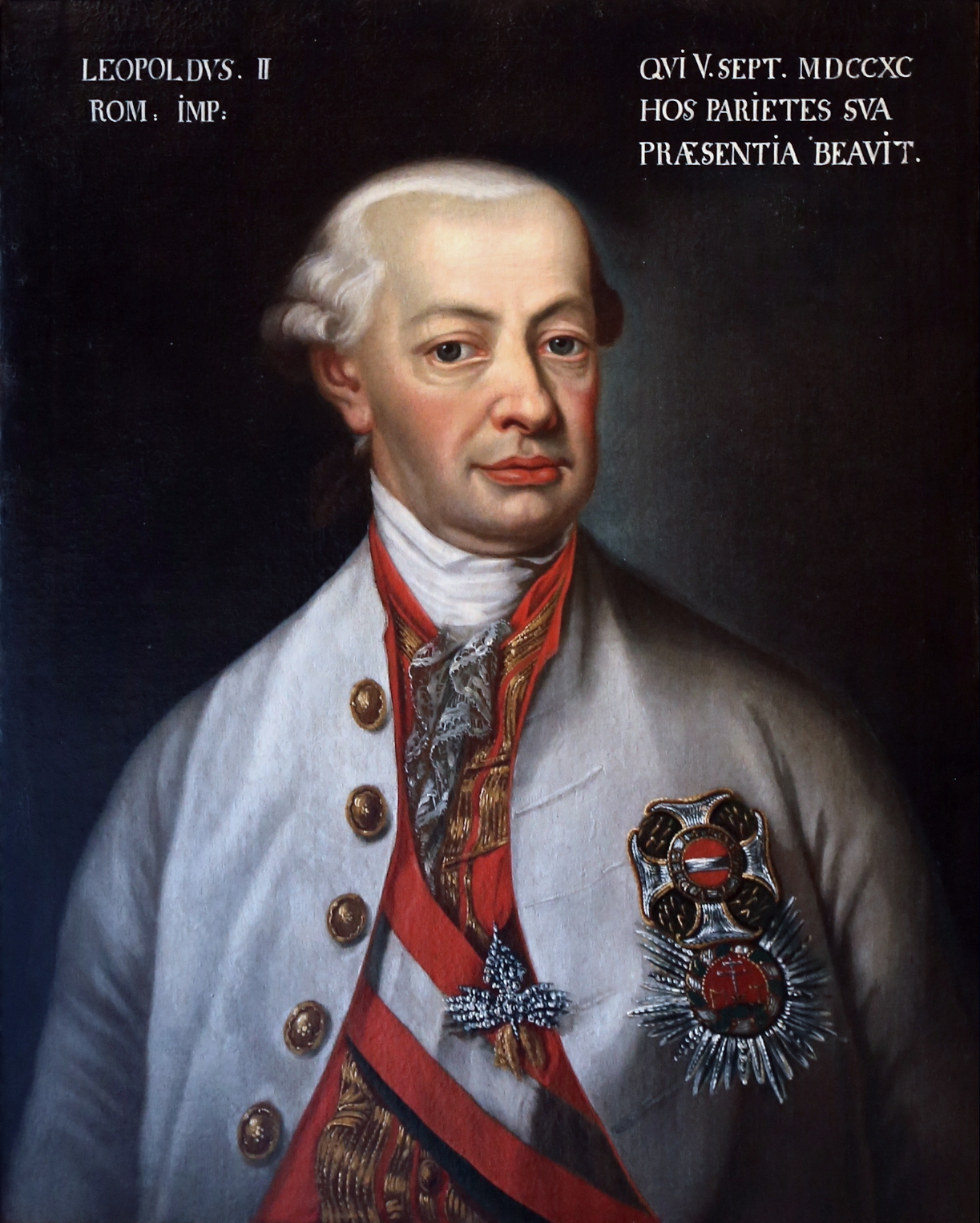
II. Lipót magyar király, 1790
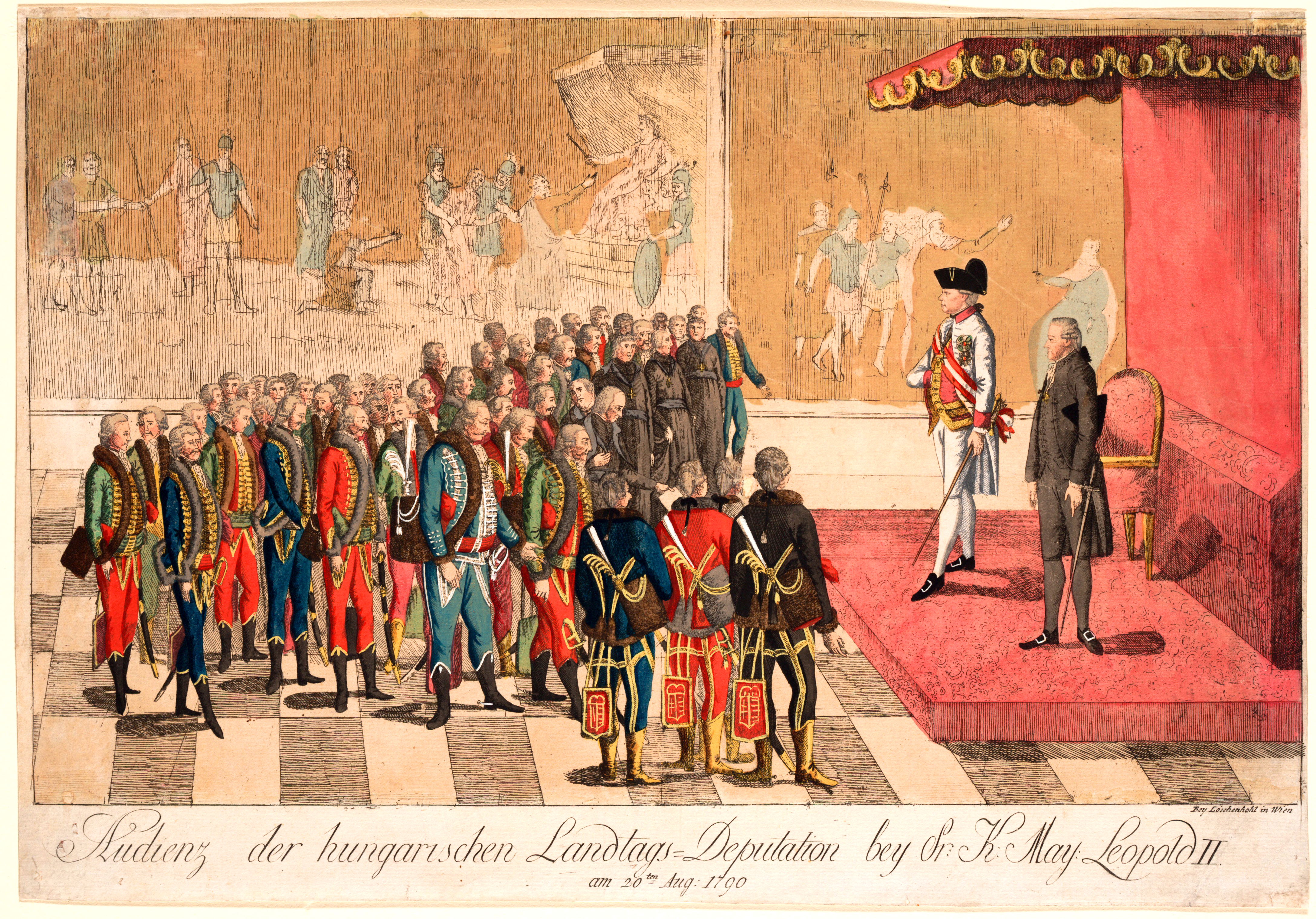
II. Lipót magyar küldöttséget fogad, 1790. augusztus 20.
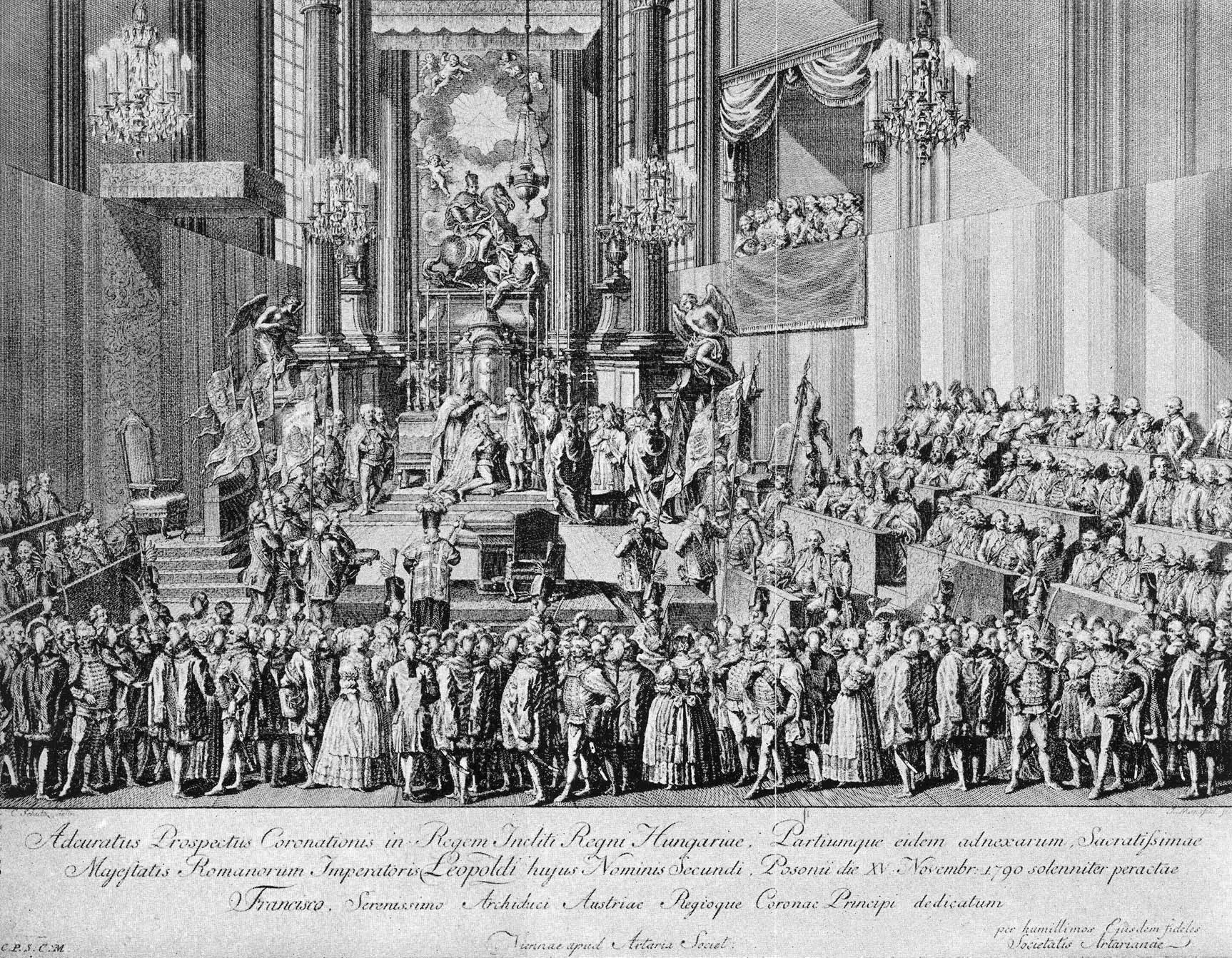
II. Lipót király koronázása Pozsonyban)
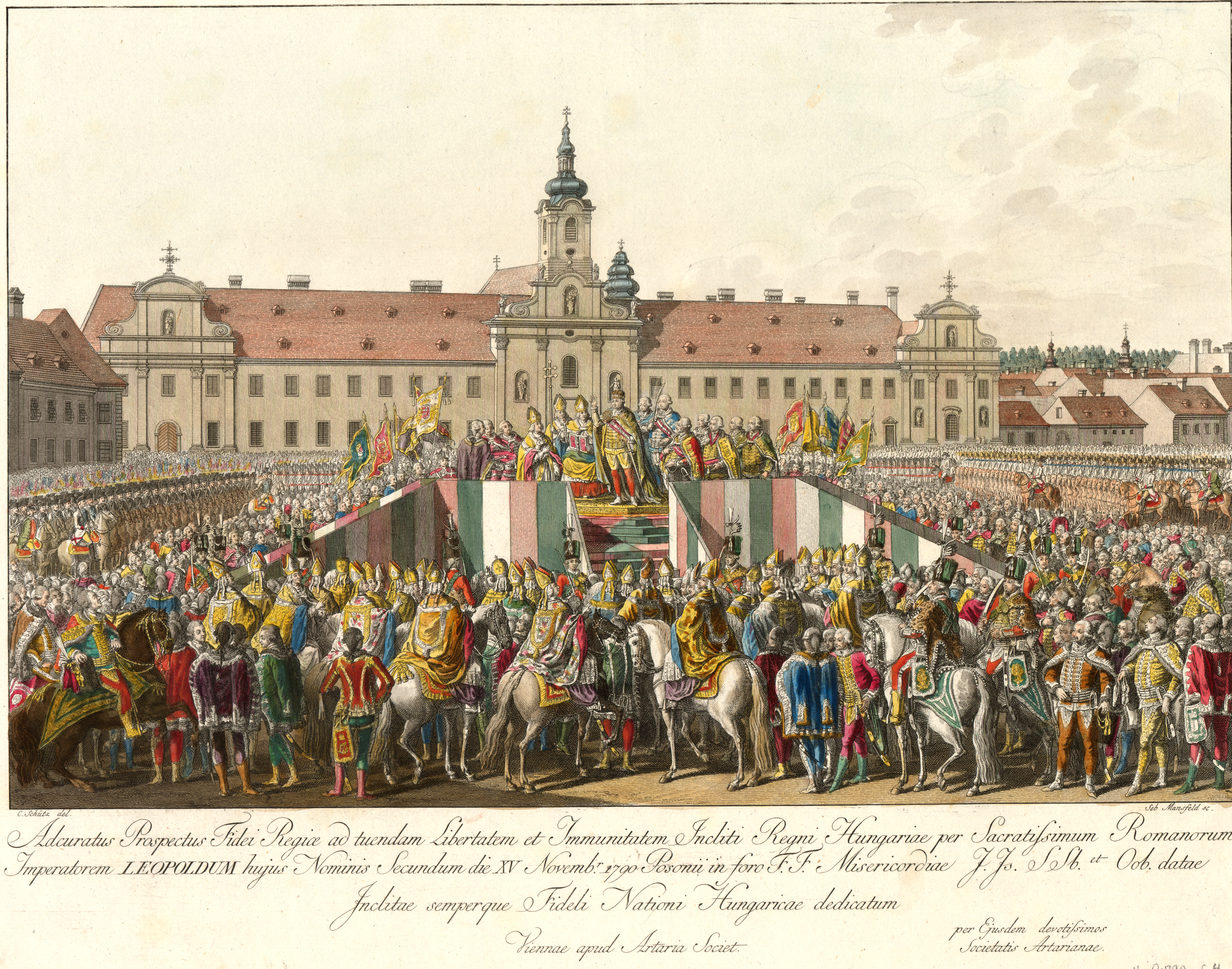
II. Lipót koronázása Pozsonyban, 1790. november 15.